# JIUKEN
JIUKEN (russisk: ЙІУКЕН) er et gammelt russisk tastaturlayout til skrivemaskiner. Den russiske retskrivningsreform i 1917 fjernede flere bogstaver, heriblandt Ѣ og І, så JIUKEN blev forældet og erstattet med JCUKEN (russisk: ЙЦУКЕН).